# Xombie
Xombie è un cartone animato con macromedia flash pubblicato in rete dall'animatore James Farr. Con più di 13 milioni di download dalla prima comparsa in rete, Xombie si è rivelato un successo e questo ha dato vita alla produzione di media derivati da esso: libri, fumetti, edizioni DVD e in ultimo l'annuncio di un adattamento cinematografico live action tratto dal cartone.

## Trama
Xombie è la storia di Zoe, una bambina giunta sulla Terra dopo che una terribile pandemia ha trasformato gran parte dell'umanità in creature non morte. Il pianeta è quasi inabitabile e ogni forma di vita è stata replicata sotto forma di zombi.
Dopo un agguato teso dagli zombi, Zoe è stata salvata da Dirge, ex poliziotto contaminato dalla malattia che pur essendo a tutti gli effetti un non morto è riuscito a conservare la sua coscienza e questo gli permette di agire come una persona normale. Dirge è, appunto, uno xombie, un soggetto colpito da questa variante.
Dopo essersi conosciuti, Zoe e Dirge decidono di partire per un lungo viaggio per cercare altri sopravvissuti o varianti come lui per mettere insieme gli ultimi umani e salvarli dall'ondata inarrestabile di morti viventi.

## Altri media

### Fumetto
La Devil's Due ha pubblicato una serie di sei fumetti basata su Xombie e intitolata Xombie: Reanimated. La prima uscita è avvenuta nell'aprile 2007. Si è parlato di pubblicare un ciclo di tre serie fumettistiche per formare una trilogia.

### Film
La DreamWorks è entrata in trattative per l'acquisto dei diritti cinematografici della serie nel settembre 2009 con l'intenzione di trarne un film live action. Alla scrittura della sceneggiatura è stato incaricato Will Beall, con Roberto Orci, Alex Kurtzman e Steven T. Puri in negoziati per partecipare come produttori. A trattative concluse, alla DreamWorks si affiancheranno Cindi Rice e John Frank Rosenblum come produttori delegati per la Epic Level Entertainment.

### Libri
James Farr ha scritto Xombie: Dead on Arrival, un libro che tratta alcuni eventi legati alla prima serie animata.